# 歐白鮭
歐白鮭，為輻鰭魚綱鮭形目鮭科的其中一種，為溫帶魚類，分布於歐亞大陸，從英國、波羅的海至俄羅斯西北部、裏海淡水、半鹹水及海域，體長可達48公分，棲息在底中層水域，成群活動，會進行洄游，生活習性不明，可做為食用魚。

## 擴展閱讀
維基物種上的相關：歐白鮭